# Канів (станція)
Канів — недіюча залізнична станція на недіючій лінії Миронівка — Золотоноша I між станціями Трощин (9 км) та Ляплава (10,3 км). Розташована в місті Канів Черкаського району Черкаської області.

## Історія
Залізнична станція виникла в період між Першою і Другою світовими війнами в ході будівництва Гришине-Рівненської залізниці. Через Першу, а згодом, Другу війни будівництво лінії не вдалося завершити повністю.
23 червня 1941 року зазнала суттєвих пошкоджень від бомбардувань. Під час війни зруйновано також міст через Дніпро. 
Після війни станцію Канів, як і лінію до Миронівки, не відновлювали. 

## Пасажирське сполучення
Короткий проміжок часу через станцію ходив пасажирський поїзд Київ —  Миронівка — Канів — Золотоноша — Гребінка — Київ.  

## Розташування
Станція знаходилася на околиці міста Канів, поблизу сучасного Музею військової техніки.

## Плани відновлення
У 1980-ті було відновлено дільницю від Золотоноші до Канівської ГЕС. 
В 2010-ті з'явилися плани відновлення залізниці від Миронівки та подальша електрифікація об'їзду Києва Миронівка — Золотоноша — Гребінка — Бахмач.  
2021 року планувалося 2022 року відновити залізницю від Миронівки до Канева та запустити пасажирські поїзди, але знову завадила війна.